# Marie-Auguste de Tour et Taxis
 (août 2019).
Si vous disposez d'ouvrages ou d'articles de référence ou si vous connaissez des sites web de qualité traitant du thème abordé ici, merci de compléter l'article en donnant les références utiles à sa vérifiabilité et en les liant à la section « Notes et références ».
Marie-Auguste Anne von Thurn und Taxis, née à Francfort-sur-le-Main le 11 août 1706 et décédée le 1er février 1756 à Göppingen, est la fille du prince Anselm Franz von Thurn und Taxis (1681-1739) et de la princesse Louise de Lobkowicz (1683-1750). Marie-Auguste épouse le 1er mai 1727 à Francfort, Charles-Alexandre de Wurtemberg, qui devient six ans plus tard duc de Wurtemberg.
Veuve dès 1737, elle assure, avec le co-régent Charles-Rodolphe de Wurtemberg-Neuenstadt, la régence pour son fils Charles II de Wurtemberg.

## Biographie
Du duc Charles-Alexandre, la princesse von Thurn und Taxis aura trois fils qui monteront tour à tour sur le trône de Wurtemberg, ainsi qu'une fille :
- Charles II Eugène (1728-1793), épouse en 1748 Élisabeth-Frédérique-Sophie de Brandebourg-Bayreuth (1732-1780)
- Louis VII Eugène (1731-1795), épouse en 1762 Sophie de Beichlingen (1728-1807)
- Frédéric II Eugène (1732-1797), épouse en 1753 Frédérique-Dorothée de Brandebourg-Schwedt (1736-1798)
- Augusta de Wurtemberg (1734-1787), épouse en 1753 le prince Charles-Anselme de Tour et Taxis.